# Exorhabdus afer
Exorhabdus afer är en skalbaggsart som först beskrevs av Gustaf von Paykull 1811.  Exorhabdus afer ingår i släktet Exorhabdus och familjen stumpbaggar. Inga underarter finns listade i Catalogue of Life.